# Craft
Craft — шведський блек-метал колектив заснований 1994 року.

## Склад
- Мікаель «Нокс» Петтерссон — вокал
- Йоаким Карлссон — гітара, бас, лірика
- Джон «Доу» Сйолін — гітара
- Алекс «Phil Cirone» Пуркіс — ударні

## Дискографія

### Альбоми
- Total Soul Rape (2000)
- Terror Propaganda (2002)
- Fuck the Universe (2005)
- Void (2011)
- White Noise and Black Metal (2018)